# Idősebb Aragóniai Johanna nápolyi királyné
Idősebb Aragóniai Johanna (Barcelona, 1455. június 16. – Nápoly, 1517. január 9.), olaszul: Giovanna di Trastamara, spanyolul: Juana de Aragón, katalánul: Joana d'Aragó, aragón és navarrai királyi hercegnő, majd házassága révén nápolyi királyné. Lánya szintén nápolyi királyné lett, és mivel ő is Johanna volt, megkülönböztetésül lányától az Idősebb jelzővel látták el. Aragóniai Beatrix magyar királyné mostohaanyja, I. Mátyás magyar király anyósa és II. Ferdinánd aragóniai király édestestvére. A Trastamara-ház aragón királyi főágának a tagja.

## Élete
Édesapja II. János aragón és navarrai király, édesanyja Enríquez Johanna és édestestvére II. Ferdinánd aragóniai király. Apja révén, II. János királynak I. Blanka navarrai királynővel kötött első házasságából Johannának volt egy bátyja, Vianai Károly de iure navarrai király, valamint két nővére, II. Blanka de iure navarrai királynő és I. Eleonóra navarrai királynő.
Johanna 1476. szeptember 14-én ment feleségül elsőfokú unokatestvéréhez, a már 11 éve megözvegyült I. Ferdinánd nápolyi királyhoz. Másnap, szeptember 15-én a nápolyi király legkisebb leánya Beatrix kötött házasságot képviselők útján a 12 éve özvegyként élő I. Mátyás magyar királlyal, mielőtt elutazott Magyarországra. Beatrix és Mátyás tényleges esküvőjére 1476. december 22-én került sor Budán.
Johanna két gyermeket szült, de csak a lánya, Johanna érte meg a nagykorúságot. Az 1480-ban született Nápolyi Károly csupán 6 évet élt.
Férje halála után a lányát szerette volna a trónon látni, így elősegítette, hogy mostohaunokája, II. Ferdinánd nápolyi király a nála kb. 10 évvel fiatalabb nagynénjét, az ő lányát vegye feleségül, amelyre 1496. július 26-án került sor. A házasságuk azonban gyermektelen maradt, mert az ifjú király hamarosan megbetegedett, és váratlanul meghalt 1496. október 7-én. Halálos ágyán a nagybátyját és Johanna királyné mostohafiát, Frigyes tarantói herceget nevezte meg örököséül. Az idősebb Johanna királyné azonban a lányát szerette volna a trónon látni a mostohafia helyett. Az özvegy Johanna királynék a szomorú királyné megjelölést kapták gyászuk okán.

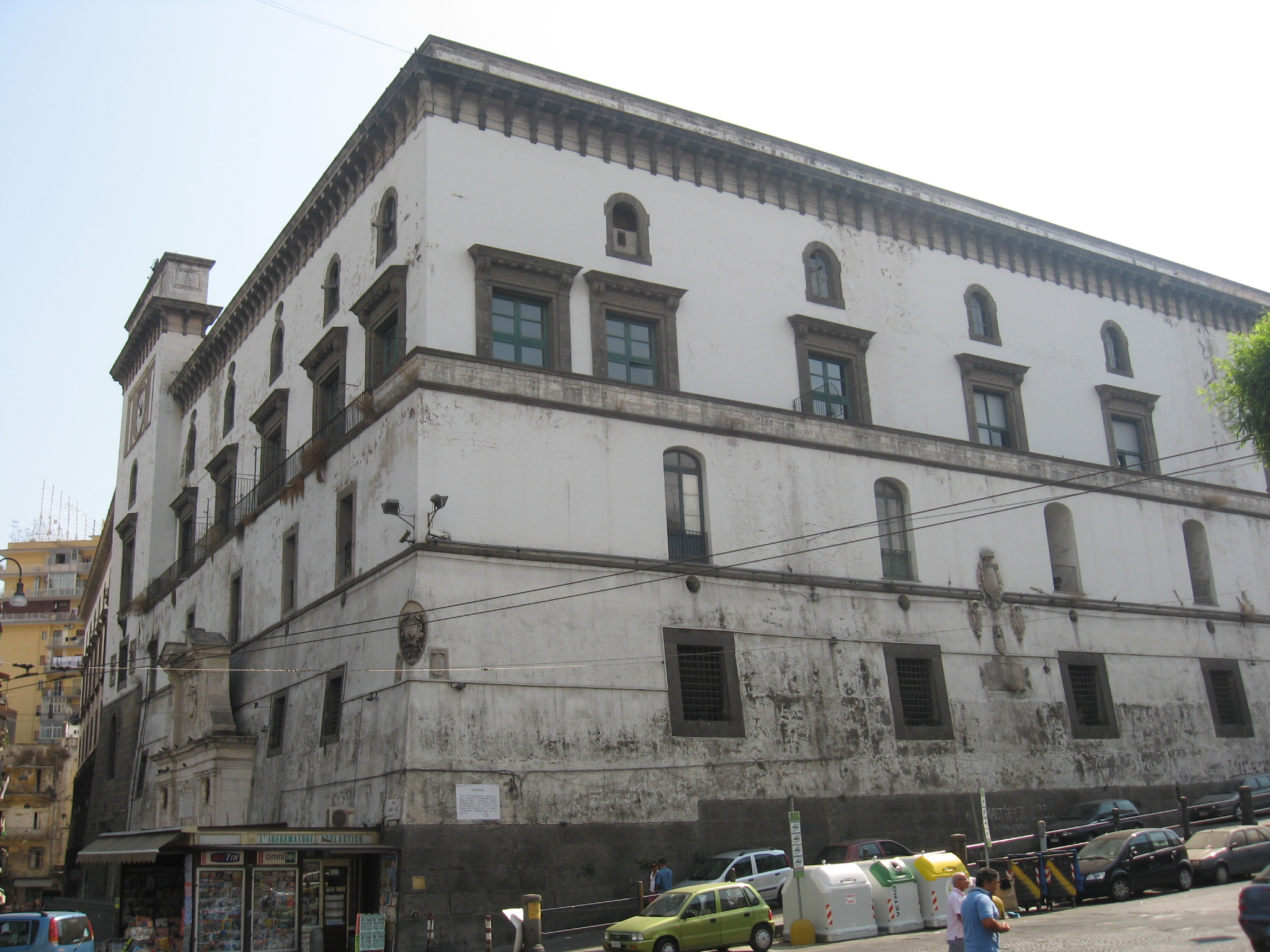
a Castel Capuano Nápolyban

Johanna 1501-ben újra találkozott a hazájába visszatérő mostohalányával, Aragóniai Beatrix magyar királynéval. A franciák bevonulása után a két Johanna királyné, anya és lánya a másik Szicíliai Királyságba menekült, és Palermóban vészelték át országuk francia megszállását, amely királyság az Idősebb Johanna királyné bátyjának, II. Ferdinánd aragóniai királynak a birtokában volt. Miután a franciákkal szövetséges aragón király összekülönbözött XII. Lajossal, a vetélkedés eredményeként az egész Nápolyi Királyság az aragón király kezébe került 1504-ben, és ekkor az özvegy királynék: Idősebb Johanna, Beatrix és Ifjabb Johanna, valamint az özvegy milánó hercegné, II. Alfonz nápolyi király lánya, Aragóniai Izabella nápolyi királyi hercegnő a lányával, Sforza Bona későbbi lengyel királynéval is Nápolyban telepedtek le, a Castel Capuanóban rendezkedtek be.
Katolikus Ferdinánd bőkezűen gondoskodott az udvartartásukról nővére, az Idősebb Johanna kedvéért. 1506 őszén II. Ferdinánd aragóniai király az újdonsült feleségével Foix Germánával az újonnan szerzett királyságába látogatott, és ekkor látta viszont rég nem látott húgát, valamint megismerhette unokahúgait, Ifjabb Johanna királynét és Beatrixot. 1508-ban Idősebb Johanna megbetegedett, akit Beatrix is ápolt, amelynek következtében ő is ágynak esett, azonban ő már nem épült fel a betegségből. A betegágyánál mindkét Johanna királyné viszonozta Beatrix korábbi gondoskodását, de rajta nem tudtak segíteni. Végrendeletében anyára és lányára 50–50 ezer aranyat hagyott abból a remélt összegből, amelyet válása után követelt II. Ulászló magyar királytól az özvegytartása címen, de sohasem kapott meg, és örökösei sem jutottak soha hozzá.
Idősebb Johanna királyné végül 1517. január 9-én halt meg Nápolyban. Lánya egy évvel később, 1518. augusztus 27-én ugyancsak Nápolyban hunyt el.

## Gyermekei
- Férjétől, I. Ferdinánd (1423–1494) nápolyi királytól, 2 gyermek:
  - Johanna (1477/78–1518) nápolyi királyi hercegnő, férje a nála kb. 10 évvel idősebb unokaöccse, II. Ferdinánd (1467/69–1496) nápolyi király, gyermekei nem születtek
  - Károly (1480 – 1486. október 26.) nápolyi királyi herceg